# Мускат

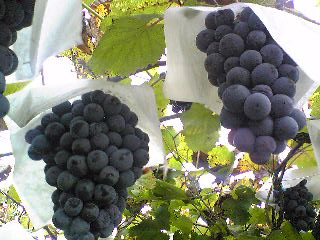
Грона чорного мускату

Муска́т (фр. muscat від лат. muscus — «мускус») — виноградні сорти та десертні вина з цих сортів (13–16% спирту, 20–30% цукру). Мускатні вина вирізняються неповторним тонким ароматом (так званий мускатний аромат), іноді з легкими цитронними чи квітково-медовими тонами, мають повний гармонійний маслянистий смак.
Розрізняють легкі мускатні вина з цукристістю 16–18%, десертні — з цукристістю 20–25% та лікерні — 25% і вище. Мускати з цукристістю 23% і вище вирізняються сильним мускатним ароматом, що зберігається у вині від 5 до 8 років. Міцність цих вин становить 13–16%. Білі мускати є бурштиновими, червоні — рубінові.
Мускатний аромат переходить у вино й облагороджується під час витримування, набуваючи тонів троянд, цитрин. Технологія виробництва не відрізняється від схеми виробництва десертних виноматеріалів, але відсутня обробка їх теплом. Марочні мускати витримують в бочках від 1 до 3 років. Для підвищення якості мускатних вин здійснюють помірне теплове витримування в герметичних резервуарах без доступу кисню повітря при температурі 37–40ºС протягом 2–3 місяців.
Ці виноградні сорти вирощується у Європі, на півночі Африки, у Південній Африці, Каліфорнії та Австралії. Вважається, що ці сорти винограду було виведено в єгипетському місті Александрія.

## Мускатні вина в Україні
В Україні виготовляють «Мускат Коктебель», «Мускат закарпатський», «Мускат білий десертний», «Мускат білий Лівадія» тощо.

## Мускатні вина в каталанських країнах
Мускате́ль (кат. moscatell) — традиційне каталонське мускатне біле (та менш поширене червоне) вино.
Мускатні сорти зараз вирощуються у таких районах каталанських країн: кумарки Маріна-Алта, Маріна-Башя та Ойя-де-Буньол у Валенсії, кумарки баґарії Камп-да-Таррагона в Каталонії, а також у Північній Каталонії.
Вину мускатель присвоєно такі найменування, що підтверджують його оригінальність (кат. Denominació d'Origen Catalunya, відповідає фр. Appellation d'Origine Contrôlée або AOC): DO Alacant (для кат. moscatell — «мускателю») та DO València (для кат. la mistela de moscatell — «містела де мускатель»). У Північній Каталонії називається муска́т (кат. moscat), найвідомішим вином є «мускат з Рівсальта» — кат. Muscat de Rivesaltes.

## Мускати Португалії
Найбільш відомі — Мускатель Сетубалу (порт. Moscatel de Setúbal) — історично традиційне десертне кріплене португальське вино з рожевого або білого винограду з округу Сетубал, третє за популярністю серед португальських десертних вин після портвейну та мадери; та Мускатель Гальего Бранко (Moscatel Galego Branco) — з жовтих сортів винограду. Вино має статус «апеляції» вже з 1907 року, однак в Центральній і Східній Європі майже невідоме. Вміст алкоголю 12–19%, залишкового цукру — 100 г/літр. Менш відомі мускателі з місцевостей Палмела (Palmela), Аррабіда (Arrábida) та Дору.
Раніше, згідно з португальськими законами, мускатель повинен був мати не менш 67% мускатного винограду. Після приєднання до загальноєвропейського законодавства, мускатель має мати не менш 85% соку мускатних сортів.